# Alzon
Alzon là một xã ở tỉnh Gard ở miền nam nước Pháp. Xã này có diện tích 27,48 km², dân số năm 1999 là 208 người. Khu vực này có độ cao trung bình 600 mét trên mực nước biển.